# Herb Gruzji
Herb Gruzji występuje w dwóch odmianach: wielkiej i małej. Obowiązujący obecnie został przyjęty 1 października 2004 r. 

## Odmiana mała herbu
Podstawowym elementem herbu Gruzji jest tarcza heraldyczna koloru czerwonego. Znajduje się na niej postać konnego rycerza – Świętego Jerzego, patrona Gruzji, z włócznią w ręku, walczącego ze znajdującym się u kopyt konia smokiem. Wizerunek świętego, koń oraz smok są koloru srebrnego, jedynie nimb przy głowie rycerza ma barwę złotą. Nad tarczą umieszczona jest korona.

## Odmiana wielka herbu
W wersji wielkiej herbu opisanego poprzednio tarcza z wizerunkiem świętego jest podtrzymywana przez dwa złote lwy. Nad nią znajduje się korona królewska. Układ taki bazuje na herbie średniowiecznej gruzińskiej królewskiej dynastii Bagratydów. Pod tarczą znajduje się stylizowana gałązka winorośli – podstawy jednej z głównych gałęzi gospodarki kraju. Poniżej umieszczona jest biała szarfa z napisem w języku gruzińskim ძალა ერთობაშია (dzala ertobaszia) – „siła tkwi w jedności”. Zdanie to jest mottem państwa gruzińskiego. Na obu końcach szarfy znajduje się krzyż św. Jerzego, podobny do występującego na fladze Gruzji.

## Godło Gruzji w latach 1918–1921 i 1990–2004
Poprzednie godło Gruzji, obowiązujące w latach 1990-2004, było także godłem niepodległej Gruzji w latach 1918–1921, zanim kraj ten został podbity przez Armię Czerwoną. Ono także przedstawiało postać Świętego Jerzego, jednak nie walczył on ze smokiem, lecz leciał na białym koniu nad szczytem góry, w otoczeniu Słońca, księżyca i pięciu znanych w starożytności planet: Merkurego, Wenus, Marsa, Jowisza i Saturna. Wizerunek ten umieszczony był na okrągłej tarczy, ta zaś znajdowała się w centrum siedmioramiennej gwiazdy.
Obramowanie tarczy i gwiazdy było koloru złotego, zaś wypełnienie tła – czerwonego (choć pojawiały się też formy godła z wypełnieniem koloru brązowego – w kolorze ówczesnej flagi Gruzji). Istniało kilka wersji tego godła różniących się od siebie wizerunkiem Świętego, jak też obramowaniem gwiazdy i okręgu w jej wnętrzu.

## Godło Gruzji w czasach ZSRR
W czasach, gdy Gruzja była republiką związkową w składzie Związku Radzieckiego, jej godło zawierało typowe dla wszystkich godeł republik radzieckich elementy, nawiązujące do godła ZSRR: sierp i młot, czerwoną gwiazdę oraz napis wzywający do jedności proletariatu (po rosyjsku i po gruzińsku). Elementami nawiązującymi do specyfiki Gruzji były typowy gruziński ornament, gałązki drzew występujących na terenie kraju, oraz szczyt górski, będący symbolem typowego krajobrazu tej republiki. Okrągłe godło znajdowało się w drugim kole; przestrzeń pomiędzy oboma okręgami wypełniona była ornamentem, wśród którego dostrzec można było zarysy siedmioramiennej gwiazdy – nawiązanie do godła Gruzji z lat 1918-1921.

## Historyczne wersje herbu

Herb królestwa Kartlii-Kachetii w latach 1762–1801
Godło Demokratycznej Republiki Gruzji z okresu 1918–1921
Godło Gruzińskiej Socjalistycznej Republiki Radzieckiej w latach 1927–1937
Herb Gruzińskiej SRR w latach 1937–1981
Herb Gruzińskiej SRR w latach 1981–1990
Herb Gruzińskiej SRR w latach 1990–1991 i Gruzji w latach 1991–2004